# Oecanthus pini
Oecanthus pini är en insektsart som beskrevs av William Beutenmüller 1894. Oecanthus pini ingår i släktet Oecanthus och familjen syrsor. Inga underarter finns listade i Catalogue of Life.